# Podogryllus buettikeri
Podogryllus buettikeri är en insektsart som först beskrevs av Andrej Vasiljevitj Gorochov 1993.  Podogryllus buettikeri ingår i släktet Podogryllus och familjen syrsor. Inga underarter finns listade i Catalogue of Life.